# Ewald Tilker
Ewald Tilker (n. 3 noiembrie 1911, Herford, Renania de Nord-Westfalia, Germania – d. 8 septembrie 1998, California, SUA) a fost un canoist german, medaliat olimpic. A participat la o ediție a Jocurilor Olimpice (1936) în care a câștigat o medalie de argint.

## Participări
Lista de mai jos prezintă principalele competiții la care a participat Ewald Tilker de-a lungul carierei.
- Olympische Sommerspiele 1936/Kanu – Zweier-Kajak 1000 m (Männer)[*]